# Mã Đà (rivier)
De Mã Đà is een rivier in het zuiden van Vietnam, het gedeelte dat ook wel Đông Nam Bộ wordt genoemd. De Mã Đà ontstaat in huyện Đồng Phú in de provincie Bình Phước en stroomt dan naar het zuiden.
Voor een gedeelte vormt de Mã Đà de provinciegrens tussen Bình Phước en Đồng Nai en tussen Đồng Nai en Bình Dương. Ter hoogte van Tam Lập stroomt de Mã Đà in de Sông Bé.